# Machinima
Ne doit pas être confondu avec Machinima.com.
 (janvier 2018).
Le mot machinima, à l'origine « machinema », est un mot-valise formé à partir de « machine » et « cinéma », inventé par Anthony Bailey et Hugh Hancock en 1999. Ce terme désigne un genre cinématographique et une technique de production de film qui utilise des séquences vidéos capturées à l’intérieur d’espaces virtuels en temps réel, le plus souvent dans un moteur graphique de jeu vidéo mais pas exclusivement.

## Définition
Le machinima est une technique qui repose sur un concept assez simple : la création d’un film à partir d’un univers virtuel, comme celui d’un jeu vidéo. Le terme machinima nait tout d’abord en 1999 sous la forme machinema, un mot valise comprenant machine et cinéma, dans la tête d’Anthony Bailey, diplômé en mathématique et réalisateur de ce que l'on peut considérer comme le premier hit d’un genre sans nom : « Quake done Quick ». Peu de temps après apparait la graphie actuelle de machinima grâce à Hugh Hancock qui transforme le « e » en « i » par inadvertance, orthographe qui restera devant sa popularité grandissante et réunissant les termes de machine, cinéma et animation. Le terme de machinima est peu de temps après approuvé par Anthony Bailey qui trouve la modification positivement intéressante.
Le machinima est né pendant les années 1980-1990 et est pensé par les joueurs. On caractérise le machinima de gameplay émergent (emergent gameplay), car il représente une utilisation nouvelle des jeux vidéo par les joueurs, non prévue initialement par les développeurs. Paul Marino définit le machinima comme « la création de narrations visuelles par l’enregistrement d’événements et de performances avec des personnages de synthèse créés et animés à l’aide d’un environnement virtuel ajusté issu d’un jeu vidéo ». Le machinima créé à partir d’un jeu vidéo utilise le moteur graphique de ce dernier ainsi que différents outils (logiciels d’enregistrement de séquences ou éditeurs de cartes et de scénarios, par exemple) et ressources (tel que des arrière-plans, niveaux, des personnages en guise d’acteurs et des apparences diverses pour les costumes, etc.). La direction artistique du jeu vidéo utilisé comme support détermine directement l’aspect visuel de la production qui en découlera.
Si initialement il semble évident que le machinima repose sur une utilisation détournée d’un jeu vidéo à des fins artistiques, sont apparus pendant les années 2000 des logiciels spécifiquement conçus pour réaliser des machinima : Machinimation, Moviestorm ou encore Muvizu. Ces derniers reposent sur l’intégration d’un moteur de jeu (comme l’Unreal Engine pour Muvizu ou le moteur de The Movies pour Moviestorm) et d’un logiciel de montage. Ces logiciels ne sont pas des jeux vidéo et pour autant ils permettent de créer des films en exploitant un univers virtuel ajustable. Par ailleurs on peut également citer l’exemple de Second Life, un programme de simulation de vie dans un monde virtuel, qui a déjà été utilisé pour créer des machinimas. À la suite de cette évolution, on peut sans doute élargir la définition de la technique qu’est le machinima au-delà du jeu vidéo. Isabelle Arvers (en) préfère ainsi parler « d’espaces virtuels 3D temps réel », plutôt que de jeux vidéo, comme supports de création.
L’aspect temps réel du machinima signifie que l’on peut utiliser les techniques de production audiovisuelle traditionnelles et lui permet néanmoins d’avoir un coût de production très faible, comparé à celui des films d’animation nécessitant des moteurs 3D complexes (par opposition aux moteurs 3D ordinaires) et plusieurs grappes de serveurs connectés de façon simultanée pour produire le contenu. Pour produire un machinima, il suffit d’avoir un ordinateur (celui du réalisateur par exemple), le jeu qui servira de support et, si ce dernier n’en est pas pourvu, d’un logiciel de capture. Le machinima, en plus d’être peu coûteux, est abordable pour des personnes ne maîtrisant pas l’animation. Des connaissances en réalisation et en direction d’équipes pour les productions d'envergure sont toutefois nécessaires, car la méthode de réalisation s‘approche très fortement de celle utilisée par l’industrie du cinéma.
Il s’agit d’un genre à part entière, mais qui a déjà été utilisé par l’industrie du cinéma pour permettre la prévisualisation de certaines scènes à moindre coût, comme l’a fait Spielberg, par exemple, pour son film Artificial Intelligence: A.I. en 2001.
Il n'existe à l'heure actuelle pas réellement de nom officiellement admis par tous pour décrire un créateur de machinima, de fait on parle généralement de réalisateur de machinima. Cependant Vincent Le Cocq et David Vannier, fondateurs du site machineaste.com, proposent le terme de « machinéaste ».

## Avantages et inconvénients

### Avantages
- Diffusion potentiellement plus facile

Avec les nouvelles plateformes de partage de vidéos telles que YouTube, Dailymotion ou encore Vimeo, il est désormais chose aisée pour un réalisateur de partager son travail. S'il est vrai que pendant les origines du genre il était plus compliqué de regarder un machinima, les technologies récentes permettent une grande simplification dans la réalisation mais également dans la diffusion. Avant, pour diffuser son film, le producteur devait se contenter d'en distribuer le script (ainsi que tout nouvel objet ou ressource utilisé dans le film). Cela nécessitait cependant que le spectateur possède le même moteur de rendu que le producteur, c'est-à-dire le même jeu, ainsi que du matériel capable de reconstituer le film. Avec l'apparition de logiciel tiers capable de capter les images du jeu, ou parfois grâce à l'intégration d'un outil de capture dans le jeu lui-même, il est possible de constituer le machinima sans avoir recours ensuite au jeu d'origine pour lire la production finale. Le jeu est devenu dès lors un support ainsi qu'un outil parmi d'autres de la création de machinima.
- Coûts et délais de production réduits

Le machinima bénéficie d’exigences plus faibles en termes de matériel. Un film peut être réalisé grâce à un ordinateur personnel et ne nécessite pas de caméras, de perches, ou d’autres éléments nécessaires dans une production professionnelle grandeur nature. Les coûts de production en sont inévitablement réduits et la liste minimaliste de matériel indispensable y est pour beaucoup. Les logiciels utilisés, quant à eux, pour réaliser un machinima sont de plus en plus abordables. Les délais de productions sont relativement courts, bien que cela soit discutable car tout dépend de l’envergure du projet. Enfin, le prix des jeux vidéo peut osciller entre vingt et quatre-vingt euros en moyenne, ce qui reste tout de même nettement inférieur aux logiciels d’animation 3D professionnels.
- Création de film potentiellement plus facile

La plupart des jeux (Halo 3 ou Minecraft par exemple) offrent une interface très simple et facile à utiliser et il en va de même pour la plupart des logiciels de captures ; il est ainsi aisé de créer des films simples. Cependant, réaliser un film plus complexe pourra nécessiter la modification du jeu lui-même ou encore l'utilisation d'effets visuels.

### Inconvénients
- Possibilités limitées

Les possibilités de création sont restreintes par le genre du jeu et les capacités, en termes d'animation, du moteur du jeu lui-même. De plus, les moteurs des jeux étant le plus souvent initialement conçus pour le jeu, et non la fabrication de films, leur capacité de création de films (et subséquemment la qualité des films produits) a tendance à être limitée, si on la compare aux résultats obtenus avec un logiciel d'animation 3D professionnel. Par exemple, dans la licence Halo, un casque qu'il n'est pas possible de retirer couvre le visage des joueurs qui par ailleurs portent presque toujours une arme dans les mains. Dans The Movies, les animations sont prédéfinies et il n'est pas possible d'ajuster à sa convenance la durée des scènes.

## Historique
Les racines les plus anciennes du machinima se trouvent dans la scène démo, à la fin des années 1970 et au début des années 1980, lorsque les programmeurs créèrent des séquences audiovisuelles élaborées, animées en temps réel. En 1992, le jeu Stunt Island permettait à l'utilisateur de créer ses propres films en plaçant des obstacles et des caméras, en réalisant des cascades, puis en assemblant les prises. « En plaçant ses caméras où il le souhaitait, le joueur pouvait diriger ses propres petits films dans un décor en trois dimensions avant de les sauver et les échanger avec d'autres joueurs ». Des communautés apparurent sur CompuServe et Internet, où les amateurs du jeu échangeaient des objets et des films avec les autres utilisateurs.
Cette forme d'art relativement nouvelle attira l'attention des médias, qui y voyaient un signe avant-coureur d'un phénomène à venir. Mais le nombre d'artistes machinima était restreint, et ils n'obtenaient pas de succès notable. Cependant les performances des moteurs des jeux, des outils, et du matériel 3D s'amélioraient constamment et le moment critique où la puissance est suffisante pour permettre une popularisation est semble-t-il atteint et dépassé.
Le jeu X-Wing, basé sur l'univers de Star Wars, publié en 1993, proposait une option d'enregistrement de séquences, avec une caméra contrôlable, mais la caméra n'était contrôlable que lors de la lecture de la séquence, et non pendant le jeu.
Lorsque le jeu Doom fut publié en 1993, il comprenait un programme d'enregistrement et de lecture de séquences de jeu. Ceci eut finalement comme conséquence la création de speedruns sur Doom : les joueurs enregistraient des séquences où ils terminaient des niveaux le plus vite possible.
Les machinimas en tant que tels apparurent avec l'avènement des jeux en véritable 3D et des caméras contrôlables, entre la fin de l'année 1993 et 1996. Le jeu X-Wing, basé sur l'univers de Star Wars, publié en 1993, proposait une option d'enregistrement de séquences, avec une caméra contrôlable, mais la caméra n'était contrôlable que lors de la lecture de la séquence, et non pendant le jeu. Même si on attribue généralement à Quake l'honneur d'avoir introduit cela pour la première fois, il revient techniquement à MechWarrior 2, sorti un an plus tôt et offrant, pour l'essentiel, les mêmes possibilités. Les premiers films apparurent en 1996, et le mot machinima fut créé en 1999. L’année 1996 voit donc naître des machinimas réalisés à l’aide de Quake, notamment « Diary of a Camper », par United Ranger Film. Ce court-métrage est important en ce qu’il semble être l’un des premiers associant des images et des dialogues sous forme écrite. À cette époque, le terme « Quake Movies » (films de Quake) étaient plus fréquemment utilisé. L’année 1996 marque également l’apparition des premiers logiciels d’animation de caméra virtuelle. La caméra, l’ange de vue, devient alors modifiable et contrôlable permettant une véritable recherche des plans. Vers le milieu de l'année 2000, cette communauté Quake fut plus ou moins dissoute, les joueurs commençant à s'intéresser à d'autres jeux plus récents.
Le phénomène du machinima a pris de l'ampleur au cours des dernières années. Grâce aux progrès des moteurs 3D des jeux vidéo, les développeurs commencèrent à inclure des séquences vidéo dans leurs jeux (aussi appelées « cutscenes » ou « cinématiques » en français). Cela conduisit à beaucoup d'améliorations dans les possibilités d'animation, et rapidement, la plupart des moteurs de jeu offraient la possibilité (même si elle était en général réservée aux développeurs) de produire du machinima. La distinction entre séquences (cutscenes) et machinima est superficielle. Par exemple, les développeurs de Act of War: Direct Action, un jeu de stratégie en temps réel aux graphismes évolués, utilisèrent la technique machinima (l'un des deux jouant, l'autre enregistrant l'action simultanément) pour créer des séquences vidéo pré-calculées. La vidéo enregistrée était alors retravaillée, et des effets sonores et des dialogues étaient ajoutés.
De même, Warcraft III, par exemple, utilisait la technique du machinima pour produire des cinématiques quelques années après. Bien souvent, les cinématiques de type animation ont longtemps été réservées aux séquences d’importances (cinématiques d’ouverture et de clôture, entre autres), tandis que les cinématiques produites en machinima étaient privilégiées pour les séquences moins importantes ou plus intégrées dans l’histoire.
En 2000 la société Strange Company, fondée par Hugh Hancock, un des pères du machinima et celui qui donna le nom au genre, scénarise et réalise « Ozymandia ». Il s’agit d’une adaptation filmique de forme court-métrage du poème de Percy Bysshe Shelley du même nom. La même année, le terme machinima apparait à la face du monde avec la mise en ligne du site Machinima.com que l'on doit également au groupe Strange Company. Originellement il s’agissait d’un site communautaire ayant pour objectif de rassembler les productions de type machinima, l’hébergement des vidéos devenant de plus en plus lourd et coûteux, Hancock dut vendre son site en 2007 à Allen et Philip DeBevoise, ces derniers faisant alors du site ce qu’il est aujourd’hui.
En 2001 Steven Spielberg utilise Unreal tournament et son moteur graphique pour effectuer une prévisualisation de plusieurs scènes de Artificial Intelligence: A.I,.
Au cours de la Game Developers Conference de 2002, cinq créatifs (Anthony Bailey, Hugh Hancock, Katherine Anna Kang, Paul Marino et Matthew Ross) se réunissent pour annoncer la mise sur pied de l'Academy of Machinima Arts & Sciences qui tiendra son propre festival quelques mois plus tard au cours de la Convention Quake d'août. Anachronox : The Movie, réalisé à partir du jeu du même nom, sera élu meilleur film du premier festival.
Quake II, Unreal et Battlefield 1942 sont des exemples de jeux vidéo actuellement utilisés pour produire du machinima. Ayant pris conscience de tout le potentiel du machinima, Epic Games, l'éditeur de Unreal Tournament 2003, inclut un outil appelé Matinee avec le jeu, et sponsorisa un concours (offrant un prix de 50 000 dollars) de création de film machinima avec le jeu.
Le jeu vidéo Les Sims, qui avait une fonction "album photo", était utilisé par élaborer des histoires sous forme de bandes dessinées. Par exemple, sur une période de plusieurs mois en 2003, Nicolas Service, un joueur connu sur Internet sous le pseudonyme de "nsknight", publia un album photo très plébiscité racontant l'histoire de trois sœurs dont la mère est assassinée. D'autres joueurs ont publié des histoires d'abus sexuels, de drogués, et d'adoption interraciales.
En 2003 la chaîne MTV, une chaîne de télévision américaine autrefois spécialisée dans la diffusion de vidéo-clips musicaux, utilise le genre du machinima pour réaliser divers clips. L’année 2003 marque également le lancement de la série Time Commanders sur la BBC. Ce programme anglais visait à recréer de grandes batailles historiques en faisant s'affronter des équipes sur le jeu de stratégie Rome : Total War. Des experts militaires commentaient alors les images et donnaient des explications sur les faits s'étant réellement déroulés. Avec ses images de jeu plus ou moins scénarisées suivant les performances des participants, l'émission constituait en quelque sorte une performance live de machinimas.
Les Sims 2 sort en 2004 et est pourvu d’une suite d’outils pour la création de films. Les années 2002–2005 voient émerger une nouvelle génération de MMORPG et de jeux de tir à la première personne (FPS), tel que Half Life 2 ou Doom 3, qui seront très longtemps utilisés pour la création de machinima. The Movies, un jeu vidéo de gestion développé par Lionhead Studios et créé par Peter Molyneux, sort en 2003 et place le joueur dans la peau d'un réalisateur de cinéma lui permettant de créer de courts films utilisant le moteur du jeu. Pendant plusieurs années, les joueurs possédant une licence valide eurent la possibilité d'uploader leurs créations directement depuis le jeu sur un serveur dédié : 35 000 films furent ainsi visibles en ligne jusqu'en 2008, année où le serveur fut fermé.
Outre les jeux de tir à la première personne et des jeux de simulation mentionnés ci-dessus, d'autres genres de jeux, en particulier la plupart des jeux de sport (notamment les jeux édités par EA Sports, les séries FIFA, NFL et NHL), disposent des fonctionnalités nécessaires à la création d'un machinima depuis longtemps (comme la rediffusion instantanée (instant replay), la caméra réglable, l'enregistrement, la lecture, la sauvegarde, etc.). Pourtant, il apparaît que personne n'a tenté de produire des machinimas en utilisant ces jeux.
Les années 2006 et 2007 marquent respectivement l’apparition de Moviestorm, un Sims like dédié à la création de machinimas, et Muvizu, un logiciel gratuit se basant sur le moteur d’Unreal Tournament.
De 2009 à 2011 se tient le Festival ATOPIC à Paris, le seul festival d’Europe de l'époque dédié au machinima, Il prendra fin faute de moyens suffisants pour subsister. En marge du festival des Jeux vidéo de Paris, s'est tenu en 2008, 2009 et 2010 un concours de machinimas.
En 2012 la société Valve lance Source Filmmaker (SFM), un logiciel gratuit et téléchargeable sur Steam pour concevoir des films de type machinima. Le logiciel utilisant les mêmes ressources que les jeux, tout ce qui existe dans un jeu peut être utilisé dans le film et inversement.

## Principaux jeux utilisés

### The Movies
Sorti en novembre 2005, The Movies propose, outre une expérience de gestion traditionnelle d'un studio de cinéma des années 1920 aux années 2000, la possibilité de créer des films. Le joueur doit pour cela construire des décors pour lesquels sont disponibles un certain nombre de scènes, allant de la comédie à la romance en passant par le combat et l'horreur. Pour créer un film, le joueur a le choix entre créer des films générés automatiquement ou de les créer lui-même via un bâtiment du jeu appelé Éditeur de Scripts Personnalisés. Le principe est de choisir un décor et ensuite une des nombreuses scènes associées à ce décor, et d'empiler les scènes dans une timeline : on peut varier les décors et les scènes et les placer dans l'ordre qu'on désire. Les actions d'une scène sont effectuées par un ou des mannequins que l'on peut remplacer par des acteurs virtuels (préalablement embauchés dans la phase de gestion du jeu) ou choisir de désactiver. Enfin, l'extension The Movies : Stunts and effects sortie par la suite permet de gérer librement le cadrage de chaque scène de son script (mais il est possible de laisser celui par défaut).
Bien que possédant clairement un potentiel pour la création de films d'animation, et auréolé du prestige son créateur Peter Molyneux le jeu The Movies n'a pas rencontré le succès escompté à sa sortie, raison pour laquelle son extension n'est pas sortie en France, déclenchant les protestations de la communauté francophone de ses utilisateurs.[réf. nécessaire]

### Quake
Ce fut avec Quake que le machinima décolla réellement, et c'est avec ce jeu que le premier véritable machinima fut réalisé. Publié en 1996 par un clan de Quake alors célèbre sous le nom de The Rangers, Diary of a Camper (journal d'un campeur) fut le premier de tous les machinimas. Il s'agit d'un film très court, sans dialogues, durant moins de deux minutes, qui racontait l'histoire des Rangers délogeant un joueur bien installé (le « campeur »), dans la carte DM6, une carte populaire du jeu Quake (mode Deathmatch). À ce moment, le terme « machinima » n'avait pas encore été reconnu, et ces films étaient désignés par le terme "Films de Quake" ("Quake Movies").

### Halo
Le plus célèbre des machinimas utilisant le jeu Halo est Red vs. Blue (« Rouges contre Bleus » en français), une série de machinima humoristique filmée dans la série de jeux Halo, jouables sur la console Xbox. Créée par Rooster Teeth Productions, et publié sur internet à partir de 2003, la série a déjà produit au moins 14 saisons sur DVD et compte au moins 15 saisons, agrémentées de mini-saisons spéciales. Elle a aussi inspiré une série hommage, réalisée par des fans, intitulée Sponsors vs Freeloaders, basée sur le site de forum de Red vs Blue. On peut remarquer que dans les dernières saisons, (notamment à partir de la saison 6), Rooster Teeth Productions a commencé à utiliser de nombreux effets spéciaux pour présenter des mouvements et/ou des armes et des véhicules qui ne sont pas présents dans le jeu original. Les combats au corps à corps entre les personnages en sont l'exemple parfait, car il est impossible de se battre à main nue dans Halo. D'ailleurs, l'un des derniers épisodes de la saison 14 nous plonge directement dans les studios de réalisation, où l'on peut constater l'étendue des ressources utilisées par Rooster Teeth Productions à partir de l'année 2016.

### Les Sims
Les machinimas utilisant Les Sims commencèrent avec le concept d'albums photo, dans le premier volet de la série des Sims. En utilisant des albums photo le joueur pouvait créer des histoires complètes en utilisant toutes les ressources du jeu. Les Sims 2, sorti à l'automne 2004, incluait un outil de création de films, permettant aux joueurs de filmer ce que leurs Sims faisaient. Après la diffusion de Les Sims 2 ; Maxis, le créateur de la série, organisa sur son site web des concours récompensant le meilleur réalisateur de films. Les exemples les plus notables de machinimas créés avec Les Sims 2 sont listés ci-dessous.

### City of Heroes
Le jeu City of Heroes, produit par Cryptic Studios, avec ses environnements visuels riches et ses personnages particulièrement travaillés, s'est avéré être une source de machinima populaire depuis la publication du jeu en avril 2004. Depuis, les développeurs ont financé un concours annuel de machinima, récompensant les réalisateurs avec des prix tels que l'inclusion de leur film dans les futures publications du jeu sur DVD. Le gagnant du premier concours est The Doom of Doctor Death, réalisé par Mike D'Anna, un faux-film à la façon des block-busters hollywoodiens. City of Heroes est depuis fin novembre 2012 abandonné, et il est impossible d'y jouer.

### Dans les simulateurs
Une tendance assez récente est le placement de la caméra du point de vue d'un objet (caméra subjective) : voiture, avion, frigo, etc. Cela permet de contourner les limitations de certains moteurs de jeu qui ne permettent pas d'animer des personnages, notamment des simulateurs de vol ou de courses de voitures.
Les personnages sont introduits en voix off : les protagonistes sont les pilotes (invisibles) des véhicules.
Le film final est en général créé à l'aide d'un logiciel d'édition de vidéo ; des effets additionnels sont parfois ajoutés.

### Anachronox
En réponse à l'engouement pour l'histoire du jeu, les développeurs d'Anachronox ont réuni les nombreuses séquences vidéos dans une production de deux heures et trente minutes. Le film a, depuis sa sortie, remporté plusieurs récompenses, notamment au Machinima Film Festival 2002 (MMF2002) où il a été présenté pour la première fois.

### World of Warcraft
World of Warcraft a aussi été utilisé pour des réalisations très diversifiées : comédies, drames, speedruns, batailles entre joueurs ou parfois tout simplement étranges.
On peut citer l’épisode de la série télévisée d'animation South Park Make Love, Not Warcraft, qui comprend plusieurs scènes en machinima.

### TrackMania
TrackMania permet de créer des vidéos grâce à deux outils : le MediaTracker utilise les replay pour construire des scènes ; un shooter vidéo permet de calculer image par image le rendu de la vidéo pour garantir une bonne fluidité. Les trailers des opus Sunrise Extreme, Nations et United ont été réalisés par les joueurs grâce au MediaTracker[réf. nécessaire]. TrackMania étant un jeu de course de voiture, les possibilités sont limitées.
Les vidéos mettent en scène des courses-poursuites, du freestyle, des cascades, des courses, de la promotion, du drift, etc., parfois de façon très scénarisée.

### Garry's mod
Garry's Mod, jeu tournant sur le moteur de Half-Life 2, permet de créer des comics, mais des films sont réalisés avec des joueurs en multijoueur ou au ralenti.

### Second Life
Second Life, le monde virtuel, permet grâce à son infini possibilité de création de décors, de personnages, d'accessoires, d'animations, de produire des machinimas très divers et de qualité. Les techniques et la démarche sont très proches de la réalisation d'un film réel : travelling avec un objet scripté, casting, création de costumes, de décors, etc.
À noter un cas rare, sinon unique : l'incorporation, en tant qu'éléments du scénario, en 2007, de séquences machinima dans l'épisode 4 de la saison 5 de la série télévisée Les Experts : Manhattan. En 2013, le machinima Narcisse réalisé sous Second Life par Tutsy Navarathna, a gagné le prix du Machinima du prestigieux New Media Film Festival de Los Angeles.

### Minecraft
Minecraft, jeu au graphisme cubique de type bac à sable, permet d'avoir une très grande liberté de création pour les réalisateurs de machinima. Assez rapidement le jeu a suscité l'intérêt de plusieurs créateurs qui ont tout d’abord commencé par des productions assez courtes de quelques minutes mettant en scène, le plus souvent de façon humoristique, des situations diverses.
Minecraft est considéré par beaucoup de machinéastes comme l’un des jeux le plus propice à la réalisation de machinimas. Tout d'abord il s'agit d'un jeu de type bac à sable, cela signifie que l'on peut faire tout ce que l’on veut dans la limite de ce qui a été prévu. Ensuite il s'agit d’un jeu que l’on peut modifier pour ajouter des éléments ou en modifier certain à sa guise. Minecraft offre également la possibilité de construire ses propres cartes et donc de faire des décors. Enfin le jeu est jouable en multijoueur permettant la présence de plusieurs acteurs et plusieurs caméras pour une production.
Il est important de préciser également que Mojang, les développeurs de Minecraft, autorisent l'utilisation de Minecraft pour la réalisation de vidéos de type machinima et leur monétisation, contrairement à d'autres éditeurs ou développeurs qui interdisent cette pratique.

## Méthodes de captures
Pour faire un machinima il faut capter l’image du jeu et pour cela il existe différent logiciels ou matériels. Sur ordinateur, plusieurs logiciels peuvent être utilisés pour capter l'image du jeu quand celui-ci n'est pas déjà pourvu d'un système de capture interne. Sur console, l'utilisation d'un boîtier ou d'une carte d’acquisition sera nécessaire pour capter l'image. Ces derniers étant nettement plus cher et moins pratiques qu'un logiciel, cela explique pourquoi la très nette majorité des machinimas sont produits sur ordinateur et non pas sur console.

### Logiciels

#### Fraps
Fraps est l’un des principaux logiciels de capture, il permet de capturer l'écran très simplement. Il s'agit d'un logiciel payant dont la licence coûte 27 € et qui peut enregistrer avec un format maximal de 7680×4800 pixels. La simple pression d'une touche, définie auparavant, lance et arrête l'enregistrement de l'écran. Cependant, Fraps est critiqué pour le poids des fichiers capturés.

#### ZD Screen Recorder
Ce logiciel moins connu permet de capter en photo et vidéo tout ou partie de l'écran sous forme d'une zone de capture dont les dimensions sont ajustables à la souris, l'enregistrement pouvant être lancé via des raccourcis clavier.